# 73-й морський центр спеціальних операцій (Україна)
73-й морський центр спеціальних операцій імені кошового отамана Антіна Головатого (73 МЦСпО, в/ч А3199) — частина спеціальної розвідки Сил спеціальних операцій Збройних сил України.
Дислокується у м. Очаків Миколаївської області.
Частина носить ім'я Антона Головатого — козацького кошового отамана, командувача Чорноморської козацької флотилії.

## Історія
Незадовго до розпаду СРСР 17-та окрема бригада спеціального призначення ВМФ СРСР була переформована на 1464-й морський розвідувальний пункт.
Після проголошення незалежності України, 9 квітня 1992 року понад дві третини офіцерського складу і сто відсотків решти військовиків 1464 морського розвідувального пункту на чолі з командиром, капітаном 1 рангу Анатолієм Леонідовичем Карпенком, склали присягу на вірність народові України. Невдовзі частині повернуто статус бригади — вона стала 7-ю окремою бригадою спеціальних операцій ВМС України.
У серпні — вересні 1992 року РГ СпП бригади разом з групою спецпідрозділу СБУ «Альфа» забезпечувала доставку з Канади в Україну «гривневого» вантажу на суховантажі «Петр Алейников» (операція «Щит України»).
Набула поширення історія про начебто спробу України захопити в червні 1995 року силами 7 ОБрСО штаб ЧФ і низку об'єктів Чорноморського флоту в Севастополі. Джерелом цих чуток стала одна з новел «Протистояння» редактора відділу спецоперацій російського ілюстрованого журналу «Солдат удачи» Сергія Козлова. Насправді, ця історія має реальне підґрунтя, але група вела виключно розвідку. Усі члени тої групи досі зберігають таємницю операції.
Очаківські водолази відзначилися під час ліквідації великої аварії водостоку в Харкові, під час численних підводних розмінуваннь — знищували торпеди під Одесою, авіабомби в районі херсонського елеватора, міни часів Першої світової війни в гирлі Дунаю під Ізмаїлом, великої кількості мін та снарядів в річці Південний Буг в районі Південноукраїнська, та ін.
У 2004 році частину передислоковано з острова Первомайський на територію одного з військових містечок Очаківського гарнізону.

### 73-й морський центр спеціальних операцій
Оперативним призначенням 73-го МЦСО є:
- проведення розвідувальних заходів;
- здійснення диверсій;
- підводне мінування;
- розмінування;
- захоплення суден;
- захоплення берегових споруд.

### Війна на Донбасі
Під час російської інтервенції особовий склад 73-го МЦСО брав участь у антитерористичній операції на сході України.
За даними «Тиждень.ua», в операції під Іловайськом брали участь 30 військовослужбовців 73-го Центру. При виході з оточення двоє з них загинули, троє потрапили в полон. Прорвалися 25 спецпризначенців, серед них і шестеро поранених.
Військовослужбовці 73-го Центру брали участь у боях за Дебальцеве в січні — лютому 2015-го року.
У кінці січня — на початку лютого 2015 року підрозділи Центру проводили розвідку в районі Вуглегірська. Окрім того бійці Центру підривали дамбу під Світлодарськом та деякі мости в прилеглому районі.
6 лютого група спеціального призначення Центру брала участь у зачищенні селища Рідкодуб, щоб деблокувати опорний пункт «Станіслав-128». Штурмова група успішно вибила противника з більшої частини селища, забезпечила прохід по маршруту, що з'єднував опорний пункт з територією, яку контролювали ЗСУ, та закріпилася на визначених рубежах. Особовий склад взводного опорного пункту «Станіслав» виведено з оточення кількістю 102 особи.
З 14 лютого підрозділи Центру разом із підрозділами 8-го полку спецпризначення здійснювали охорону ділянки траси Дебальцеве — Артемівськ у районі Луганського щоб гарантувати безпечний вивід військ та протидіяти диверсійно-розвідувальним групам противника.
У 2019 році місцем базування частини знову став острів Майський, розпочалося відновлення інфраструктури, яка занепала за 15 років. Так, лише протягом літа 2019 року на острові відбувалися і збори оперативного резерву, і низка військових навчань, змагання на кращу пару водолазів-розвідників, з прикладного плавання тощо.

### Російське вторгнення в Україну (2022)
Група 73-го центру під керівництвом капітана 2-го рангу Миколи Ніконова провела спецоперацію в окупованому Новоазовську, зайшовши на 70 км в тил росіян та підірвавши військові запаси окупантів. За 12 діб оборони Маріуполя підрозділ Ніконова знищив 6 одиниць військової техніки та близько 50 одиниць живої сили противника. Командир групи загинув під вогнем російських РСЗВ.
7 липня 2022 року 73-й центр брав участь в операції зі звільнення острова Зміїний. Бойові плавці обстежили прибережну зону на наявність протичовнових та протидесантних мін і встановили прохід для човнів основної групи. Першими на острів зійшли інженери, які розчистили прохід від мінних загороджень та пасток для решти групи. Група оглянула місцевість та зібрала дані про російську техніку, озброєння та матеріально-технічні засоби, завезені росіянами на Зміїний. Група встановила українські прапори у різних частинах острову.
24 серпня 2022 року Президент України Володимир Зеленський нагородив підрозділ почесною відзнакою «За мужність та відвагу».
Після звільнення правобережжя Херсонської області бійці центру проводили рейди проти російських позицій уздовж Дніпра. У січні 2023 року бійці підрозділу здійснили рейд на східний берег, захопивши російський командно-спостережний пункт, використовуючи БПЛА та катери, бійці атакували російські сили, знищивши позиції та командний пункт.
У 2023 році оператори центру взяли участь в обороні Бахмуту.
28 лютого 2024 року група бійців 73-го центру ССО загинула під час спроби закріпитися на Тендрівській Косі у північній частині Чорного моря, біля берегів Херсонської області. Під час цієї невдалої операції загинули бійці центру, ССО підтвердили втрати, але не сказали кількість. Російські джерела повідомляли, що знищили 4 човна українських спецпризначенців, п'ятий зміг відійти.
У листопаді 2024 року оператори центру здійснили наліт на російські позиції в Курській області. У стрілецькому бою були ліквідовані два російські військовослужбовці.

## Структура
Структурно Центр в 2007 складався з трьох загонів спеціального призначення й частин забезпечення:
- 1-й загін підводного мінування;
- 2-й загін підводного розмінування і прориву протидесантних загороджень;
- 3-й розвідувальний загін;
- підрозділи бойового й тилового забезпечення.

Придано кораблі й судна — патрульний катер «Скадовськ», корабель управління «Переяслав», водолазне судно «Нетішин», десантний катер «Сватове».

## Оснащення
На озброєнні Центру перебувають підводні засоби руху й носії водолазів «Тритон-2М» і «Сирена-УМ», спеціальна підводна стрілецька зброя — пістолети СПП-1, автомати АПС, морські та підводні міни.
У 2018 році було показано катер на повітряній подушці Tornado F50 Long, що перебуває на озброєнні центру.

## Командири
- капітан І рангу Карпенко Анатолій Леонідович (1988—1998)
- капітан І рангу Єршов Сергій Миколайович (1998—2004)
- капітан І рангу Поздняков Олександр Васильович (2004—2009)
- капітан І рангу Станкевич Олексій Анатолійович (2009—2010)
- капітан ІІ рангу Татарченко Ігор Віталійович (2011—2012, зрадник Батьківщини[23])
- капітан І рангу Зінченко Олексій Володимирович (2012—2014†)
- капітан І рангу Олефіренко Юрій Борисович (2014—2015†)
- капітан І рангу Вечірко Ігор Петрович (2015)
- капітан І рангу Шевченко Едуард Григорович (03.2016—09.2017)[24][25]
- капітан І рангу Сидоренко Юрій Михайлович (09.2017— 09.2020)[26]
- капітан ІІ рангу Сундуков Сергій Андрійович (2021)[27]

## Традиції

Емблема (до 2019)

### Назва
6 грудня 2019 року 73-му Морському центру спеціального призначення Сил спеціальних операцій ЗСУ присвоєне почесне найменування «імені кошового отамана Антіна Головатого». Стрічку з почесним найменуванням отримав капітан І рангу Юрій Сидоренко.

### Символіка
15 листопада 2019 року затверджено нарукавну емблему центру. Основою емблеми є зображення морського коника з мечем Святослава Хороброго на фоні кольору «морська хвиля» (синьо-зелений), тут опис, з незрозумілих причин, не збігається з малюнком емблеми, що має вертикально розділений щит двох кольорів, якій окрім синьо-зеленого містить чорний колір. Морський коник вказує на морську специфіку частини, символізує прихованість, пристосованість до морського середовища. Меч Святослава Хороброго символізує відданість військовій справі, мужність, хоробрість, здатність виконувати завдання за будь-яких умов, приналежність до військової розвідки.

## Втрати
- Красов Дмитро Володимирович — матрос. Загинув 13 серпня 2014 року під час звільнення с. Градське (Амвросіївський район Донецька область).
- Корнафель Євген Вадимович — матрос. Загинув 16 серпня 2014 року під Старобешевим внаслідок артилерійського удару.
- Зінченко Олексій Володимирович — командир частини, капітан 2 рангу. Загинув 17 серпня 2014 року під Старобешевим Донецької області від ран, отриманих напередодні під час артилерійського обстрілу.
- Заграничний Валентин Анатолійович — заступник командира загону з ПДП, капітан 3 рангу. Загинув 29 серпня 2014 року під Іловайськом.
- Костюк Володимир Миколайович — начальник групи десантного забезпечення, капітан 3 рангу. Загинув 31 серпня 2014 року під Іловайськом.
- Олефіренко Юрій Борисович — командир частини, капітан 1 рангу. Загинув 16 січня 2015 року під с. Миколаївка (Тельманівський район).
- Горяйнов Михайло Геннадійович — капітан-лейтенант, 2 червня 2015, загинув у бою під с. Чермалик.
- Юрій Горайський та Олександр Хмеляров загинули 4 березня 2016 року. Під час патрулювання лінії розмежування в Секторі М, на висоті поблизу Докучаєвська група спецпризначення наштовхнулась на диверсійно-розвідувальну групу супротивника. Внаслідок контактного бою на дуже короткій відстані двоє спецпризначенців загинули, ДРГ супротивника знешкоджена.[29]
- 5 вересня 2016 — Мединський Олег Костянтинович, капітан 3 рангу. Загинув поблизу м. Маріуполь.[30]
- 22 червня 2017 — Доросевич Антон Миколайович, головний старшина. Загинув внаслідок нещасного випадку не в зоні бойових дій.

### 2022
- 12 березня 2022 — Ніконов Микола Артурович, капітан 2 рангу, командир першого загону спеціальних операцій. Загинув у Маріуполі. Герой України.[31]
- 27 травня 2022 — Горьковой Роман Артемович («Блєдний»), оператор-вогнеметник. Загинув під час виконання бойового завдання року в с. Велике Артакове (Миколаївська область).[32]
- 18 червня 2022 — Димид Артемій-Юліан Михайлович («Курка»), старший матрос. Син іконописиці Іванни Крип'якевич-Димид та першого ректора Українського католицького університету, капелана Майдану отця Михайла Димида, правнук українського історика Івана Крип'якевича та підпільного священника Артемія Цегельського.[33]
- 18 червня 2022 — Наконечний Павло Юрійович («Історик»). 25 років, м. Черкаси.[34]
- 17 липня 2022 — Гуламов Абдулкарім Курбаналійович.
- 2 жовтня 2022 — Малиш Віталій Олександрович, старший матрос.
- 9 грудня 2022 — Покиньчереда Ростислав Васильович, лейтенант.
- 17 грудня 2022 — Букало Роман Сергійович, старший матрос. 29 грудня 1994, м. Камінь-Каширський Волинська область. Герой України (2023).

### 2023
- 23 січня 2023 — Максіян Михайло Іванович («Прапор»). Герой України.
- 12 березня 2023 — Пащук Дмитро Дмитрович («Гармаш»). Пластун.[35]
- 3 грудня 2023 - Храновський Володимир, 19 січня 1998, м. Маріуполь. В складі 73 МЦСО - з 2021. Загинув в результаті осколкового поранення грудної клітини у Херсонській області, в населеному пункті Кринки.
- 8 грудня 2023 — Пазина Віктор Ігорович («Тихий»). Загинув в бою біля села Кринки на Херсонщини.[36]

### 2024
- 28 лютого 2024 — Типусяк Андрій Васильович. 22 роки, с. Пасічна, Галичина. Загинув у боях на Тендрівській косі.[37][38][39]
- 28 лютого 2024 — Кур'янов Сергій Миколайович, матрос. Загинув у боях на Тендрівській косі.[40][39]
- 28 лютого 2024 — Марченков Станіслав Павлович, старший матрос, старший оператор групи команди 1-го загону. Загинув у боях на Тендрівській косі.[40][39]
- 28 лютого 2024 — Педоренко Іван Анатолійович. 25 грудня 1979, с. Війтівці. Загинув на Тендрівській косі.[41]
- 28 лютого 2024 — Стецкевич Владислав Васильович. 2001, м. Мукачево. Матрос. Загинув на Тендрівській косі.[39][42]
- 28 лютого 2024 — Захарчук Максим Миколайович («Беркут»). с. Орлівка, Великомежиріцька громада Рівненського району. Загинув на Тендрівській косі.[39][43][44][45]
- 28 лютого 2024 — Бойко Володимир Павлович. 2000, с. Корнин поблизу Рівного. Загинув на Тендрівській косі.[39][46]
- 28 лютого 2024 — Процик Петро Петрович. 4 квітня 1985, м. Полтава. Загинув на Тендрівській косі.[39][47]
- 16 вересня 2024 — Лемешенко Євгеній Олегович. 5 жовтня 1995, м. Світловодськ. Загинув в селі Обухівка Кореневського району Курської області. Герой України (2025, посмертно)[48]
- 22 жовтня 2024 — Цуд Дмитро Васильович («Дуц»). 30 квітня 2003, м. Носівка Чернігівської області. Натрапив на ворожу засідку, прийняв бій, віддавши наказ своїм побратимам відступити.[49]
- 26 листопада 2024 — Очеретний Максим Михайлович, старший матрос.[50]
- 18 січня 2025 Павленко Анатолій Володимирович, старший матрос.

## Вшанування
Найвищими державними нагородами відзначені:
- Ніконов Микола Артурович (1985—2022) — капітан 2 рангу. Герой України (2022, посмертно).
- Букало Роман Сергійович (1994—2022) — старший матрос. Герой України (2023, посмертно).
- Максіян Михайло Іванович (1979—2023) — штаб-старшина. Герой України (2024, посмертно).
- Лемешенко Євгеній Олегович (1995—2024) — старшина 1 статті. Герой України (2025, посмертно).
- Очеретний Максим Михайлович (2005—2024) — старший матрос. Герой України (2025, посмертно).

## Електронні джерела
- Алексей Коршунов. 17 ОБрСпН КЧФ. Краткий исторический очерк (рос.)
- 73 Морський центр спеціальних операцій на Українському мілітарному порталі
- Віктор Слезко. Єдиний підрозділ бойових плавців ВМФ України «списали на берег». «Дзеркало тижня» № 21, 29 травня 2004[недоступне посилання з червня 2019]
- «Морські котики» — проект допомоги десантникам 73-го Морського центру спеціального призначення. [Архівовано 20 листопада 2014 у Wayback Machine.]
- У ВОДІ, НА НЕБІ, НА ЗЕМЛІ! [Архівовано 4 липня 2017 у Wayback Machine.]